# Echinacea (állatcsoport)
Az Echinacea öregrend az Euechinoidea alosztályba tartozik.

## Rendszerezés
Az öregrendbe az alábbi rendek és családok tartoznak:
- Arbacioida
  - Arbaciidae
- Echinoida
  - Echinidae
  - Echinometridae
  - Parasaleniidae
  - Strongylocentrotidae
- Phymosomatoida
  - Phymosomatidae
  - Stomechinidae
- Salenioida
  - Saleniidae
- Temnopleuroida
  - Temnopleuridae
  - Toxopneustidae